# David Lynch
David Keith Lynch (Missoula, 20. siječnja 1946. – Los Angeles, 15. siječnja 2025.) bio je američki filmaš, televizijski redatelj, vizualni umjetnik, glazbenik i glumac. Poznat po svojim nadrealnim filmovima, Lynch je razvio svoj jedinstveni vizualni stil, popularni nazivan "Linčevski stil", a kojeg karakteriziraju snene scene i specijalni dizajn zvuka. Nadrealni i u mnogim slučajevima nasilni elementi njegovih filmova na reputaciji su da "zastrašuju, vrijeđaju i mistificiraju" svoje gledatelje.:245.
Rođen u obitelji srednje klase u Missouli, država Montana, Lynch je djetinjstvo proveo putujući SAD-om prije nego što je upisao studij slikarstva na Pennsylvania Academy of Fine Arts u Philadelphiji gdje se i započeo baviti produkcijom kratkih filmova. Odlučivši se u potpunosti posvetiti tom mediju, preselio se u Los Angeles gdje je producirao svoj prvi film, nadrealni horor Eraserhead (1977. godine). Nakon što je film postigao kultni status, Lynchu je ponuđena režija filma Čovjek-slon (1980.) koji mu je donio veliki uspjeh i proboj. Nakon toga je snimio dva filma za produkciju kuću De Laurentiis Entertainment Group: znanstveno-fantastični ep Dina (1984.) koji je bio kritički i komercijalni neuspjeh, te neo-noir kriminalistički film Plavi baršun (1986.) koji je pobrao hvalospjeve filmske kritike.
Početkom 90-tih godina prošlog stoljeća, s Markom Frostom, kreirao je iznimno popularnu, misterioznu televizijsku seriju Twin Peaks (1990. – 1991.), a nakon nje je snimio i prequel u obliku filma Twin Peaks: Vatro hodaj sa mnom (1992.); zatim film ceste Divlji u srcu (1990) i obiteljski film Prava priča (1999.). Ipak, nije odustao od snimanja nadrealnih filmova pa je tako snimio Izgubljenu autocestu (1997.), Mulholland Drive (2001.) i Unutarnje carstvo (2006.). U međuvremenu je objeručke prihvatio Internet kao novi medij, pa je producirao nekoliko web serija, kao što su animirani Dumbland (2002.) i nadrealni sitcom Rabbits (2002).
Tijekom svoje karijere, Lynch je zaradio tri nominacije za prestižnu nagradu Oscar u kategoriji najboljeg redatelja, te jednu u kategoriji najboljeg scenarija. Dva puta je osvojio francuskog Césara za najbolji strani film, kao i Zlatnu palmu na filmskom festivalu u Cannesu te počasnu nagradu za životno postignuće na filmskom festivalu u Veneciji. Francuska vlada dodijelila mu je Legion of Honor, najveće priznanje koje jedan civil može dobiti, a te iste godine (2007.) The Guardian ga je opisao kao "najvažnijeg redatelja ove ere". Allmovie proglasio ga je "renesansnim čovjekom modernog američkog filmskog stvaralaštva", a uspjesi njegovih filmova označili su ga kao "prvog popularnog nadrealista".

## Život i karijera

### Rani život (1946. – 1965.)
David Lynch rođen je u Missouli, država Montana 20. siječnja 1946.:1 Njegov otac, Donald Walton Lynch bio je znanstveni istraživač, a radio je za američki odjel za poljoprivredu dok je njegova majka, Edwina "Sunny" Lynch (djevojački Sundholm) bila učiteljica engleskog jezika čiji su preci imigrirali u SAD iz Finske u 19. stoljeću. Lynch je odgajan kao Prezbiterijanac. Zbog Donaldovog posla, obitelj Lynch konstantno se selila na razna područja SAD-a. Upravo zbog toga se Lynch u dobi od samo dva mjeseca preselio u Sandpoint, država Idaho, a samo dvije godine kasnije, nakon rođenja njegovog brata Johna, obitelj se ponovno preselila, ovaj put u Spokane, država Washington. Upravo je tamo rođena Davidova sestra Martha prije nego što su se ponovno preselili u Durham, država Sjeverna Karolina, a nakon toga u Boise, država Idaho i u Alexandriju, država Virginia.:1 Iako su se konstantno selili, Lynch nije imao problema s prilagođavanjem – vrlo lako upoznavao je nove prijatelje čim je započeo pohađati neku novu školu.:2-3 Komentirajući svoj rani život, Lynch je izjavio: "Svijet je za mene kao djetetu bio fantastičan. Naravno, tu su bili uobičajeni strahovi, kao odlazak u školu... Za mene je tada škola bila zločin protiv mladih ljudi. Uništavala je same temelje slobode. Učitelji nisu bili dovoljno pozitivnog stava.":14. Uz školu, otac ga je natjerao da bude u mladim izviđačima, ali Lynch je kasnije rekao: "Postao sam dijelom izviđača samo da bih kasnije mogao odustati i ostaviti sve to iza sebe." Upravo zahvaljujući sudjelovanju u izviđačkoj grupi, Lynch je bio jedan od sudionika inauguracije Predsjednika Johna. F. Kennedyja ispred Bijele kuće koja se događala upravo na njegov rođendan, 1961. godine.:5
Lynch se za slikanje i crtanje zainteresirao zahvaljujući ocu svog prijatelja dok je živio u Virginiji koji je i sam bio profesionalni slikar i razmišljao o tome da mu karijera krene u tom pravcu.:8.–9. U srednjoj školi Francis C. Hammond u Alexandriji nije se najbolje snašao, ali za školski rad ionako nije bio previše zainteresiran. Međutim, bio je popularan kod drugih kolega i nakon što je otišao odlučio je studirati slikarstvo te je upisao School of the Museum of Fine Arts u Bostonu, 1964. godine gdje mu je cimer bio Peter Wolf. Ipak, napustio je studij nakon godinu dana, izjavivši: "UOPĆE NISAM bio inspiriran tim mjestom", te je isplanirao proputovanje Europom sljedeće tri godine s prijateljem Jackom Fiskom koji je također bio razočaran svojim studijem na Cooper Unionu. Obojica su gajili iste nade da će vježbati s ekspresionističkim slikarom Oskarom Kokoschkom u njegovoj školi, ali nakon što su došli u Salzburg i otkrili da on nije slobodan, vratili su se u SAD nakon samo 15 provedenih dana svog putovanja od planirane tri godine.:31.–34.

### Philadelphia i kratki filmovi (1966. – 1970.)
Vrativši se u SAD, Lynch je otišao u Virginiju, ali budući su se njegovi roditelji preselili u Walnut Creek (država Kalifornija) on je neko vrijeme bio prisiljen živjeti sa svojim prijateljem Tonyjem Keelerom prije nego što je odlučio otići u Philadelphiju gdje, nakon savjeta Jacka Fiska koji ju je već pohađao, upisuje Pennsylvania Academy of Fine Arts, a koju je puno više preferirao od prijašnjeg koledža za umjetnost u Bostonu tvrdeći: "U Philadelphiji je bilo mnogo velikih i ozbiljnih slikara; svi su inspirirali jedni druge i to je bilo zbilja prekrasno razdoblje.":36.–37. Upravo tamo je započeo svoju vezu s kolegicom Peggy Reavey koju je oženio 1967. godine. Sljedeće godine Peggy je rodila njihovo dijete, curicu Jennifer. Kasnije opisujući ovu situaciju Peggy je izjavila da "Lynch definitivno nije bio dobar otac, ali je svejedno volio kćerku. Bila sam trudna kad smo se vjenčali. Oboma nam se nije sviđala ta ideja.":31. Kao obitelj preselili su se u kvart Fairmount u Philadelphiji gdje su kupili veliku kuću od 12 soba za relativno malu cijenu (3.500 dolara) zbog toga što je susjedstvo bilo poznato po čestim pljačkama i siromaštvu. Kasnije opisujući svoj život ovdje, Lynch je izjavio: "Živjeli smo jeftino, ali grad je bio pun straha. Malo niže u ulici netko je ubio klinca... Opljačkali su nas dva puta, razbili prozore i ukrali auto. Prvi put su nam provalili u kuću samo tri dana nakon useljenja... Ispunjavao nas je osjećaj da se nalazimo blizu ekstremne opasnosti, a strah je bio izrazito intenzivan. Sve je bilo prepuno nasilja i mržnje i prljavštine. Ali najveći utjecaj na moj život imao je upravo taj grad.":42.–43. U međuvremenu, kako bi financijski podupirao svoju obitelj, pored studiranja se i zaposlio.:43.
Upravo je na Akademiji u Philadephiji Lynch kreirao svoj prvi kratki film naslova Six Men Getting Sick 1966. godine. Ideju za film dobio je zbog svojih slika koje je rado želio vidjeti kako se miču, ali je kasnije razmišljao o ideji kreacije animacije s umjetnikom Bruceom Samuelsonom. Nakon što od tog projekta ništa nije bilo, Lynch je odlučio raditi na filmu sam te je kupio najjeftiniju 16mm kameru koju si je mogao priuštiti. Kao radni prostor zauzeo je jednu od napuštenih soba Akademije i potrošio sveukupno 200 dolara (koje je tada smatrao pravim bogatstvom) kako bi producirao film Six Men Getting Sick.:37.–38. Opisujući ga kao "57 sekundi razvoja i vatre i tri sekunde povraćotine" Lynch je film neprestano vrtio tijekom izložbe Akademije koja se održava svake godine gdje je podijelio prvu nagradu sa slikom autora Noela Mahaffeyja.:38.:15.–16. Ovo je dovelo do toga da ga je unajmio bogati kolega, H. Barton Wasserman, koji mu je ponudio tisuću dolara da mu snimi nešto novo. Potrošivši 478.28 dolara od toga na rabljenu Bolex kameru "njegovih snova", Lynch je producirao novi animirani kratki film, ali prilikom razvijanja istoga shvatio da je rezultat tek zamagljeni pozitiv bez okvira. Kasnije će reći: "I tako, nazvao sam Barta Wassermana i rekao mu: 'Bart, film je katastrofa. Kamera se pokvarila i nisam uspio napraviti to što sam morao.' A on je odgovorio: 'Ne brini, Davide, uzmi ostatak novca i napravi nešto drugo za mene. Samo mi daj nešto.' Kraj priče.":39.
Uzevši ostatak novca, Lynch je odlučio eksperimentirati između animacije i igranog filma te producirao četverominutni kratki film imena The Alphabet 1968. godine. U filmu je glumila Lynchova žena Peggy kao lik Djevojke koja izgovara abecedu uz seriju slika konja prije nego što umre iskrvarivši po krevetu. Kao zvučni efekt, Lynch je koristio pokvareni kasetofon kojim je snimio plač svoje bebe Jennifer i na taj način stvorio deformiran zvuk za kojeg je smatrao da je izuzetno efektan. Kasnije opisavši gdje je našao inspiraciju za ovaj uradak, Lynch je izjavio: "Peggyna nećakinja jedne je noći imala noćnu moru i u snu počela izgovarati abecedu na zastrašujuć način. I tako je nastao film The Alphabet. Sve ostalo bilo je podsvjesno.":15.–16.:39.–40.
Saznavši za novo osnovani Američki filmski institut koji je davao stipendije filmašima koji su za njih mogli producirati stare, ali i nove projekte, Lynch je odlučio poslati im kopiju filma The Alphabet sa scenarijem kojeg je napisao za svoj novi kratki film i koji bi u potpunosti trebao biti igrani, naziva The Grandmother.:42. Institut je pristao financirati njegov rad, u početku mu ponudivši pet tisuća dolara od zatraženog budžeta koji je iznosio 7.200 dolara, ali kasnije se predomislivši i odobrivši dodatne 2.200 dolara koje su mu bile potrebne. Snimivši film u vlastitoj kući s glumcima koji su se sastojali od njegovih kolega s posla i studija,:44.–47. film The Grandmother je priča o zanemarenom dječaku koji "uzgaja" baku iz sjemena kako bi se ona brinula o njemu. Filmski kritičari Michelle Le Blanc i Colin Odell kasnije su istaknuli: "Ovaj film je istinska nastranost, ali sadrži mnoge teme i ideje koje će kasnije biti vidljive u njegovom radu te prikazuje fantastično shvaćanje filma kao medija.":18.

### Los Angeles iEraserhead(1971. – 1979.)
1971. godine Lynch se sa suprugom i kćerkom preselio u Los Angeles gdje je započeo studij filma na Konzervatoriju Američkog filmskog instituta, mjesto za koje će kasnije reći da je bilo "totalno kaotično i neorganizirano, što je bilo odlično... Vrlo brzo si naučio da ako želiš nešto napraviti moraš to napraviti sam. Puštali su ljude da rade po svome.":57.–58. Započeo je rad na scenariju radnog naslova Gardenback, a koji se razvio iz "slike koju sam upravo završio". Tijekom tog pothvata podupiralo ga je nekoliko kolega sa studija koji su ga ohrabrivali da produži scenarij i doda više dijaloga na što je on nevoljko pristao. Ipak, uz takav način uplitanja u projekt Gardenback, dosadilo mu je pohađanje fakulteta pa je najavio svoj odlazak. Kako bi ga spriječili u tome, mnogi profesori su ga molili da se predomisli vjerujući da je upravo on jedan od njihovih najboljih studenata. On je na kraju pristao, ali samo pod uvjetom da razvije vlastiti projekt u koji se nitko neće uplitati. Osjećajući da je Gardenback uništen, on je svoje misli usmjerio prema novom filmu kojeg je nazvao Eraserhead.:58.–59.
Unatoč činjenici što je planirano da film traje 42 minute (na kraju je trajao 89 minuta), scenarij za Eraserheada je imao tek 21 stranicu pa su se neki profesori na fakultetu zabrinuli da film neće biti uspješan s toliko malo dijaloga i akcije. Ipak, pridržavali su se danog obećanja i nisu se miješali u projekt kao što su to učinili s Gardenbackom pa je Lynch imao potpunu kreativnu slobodu. Snimanje filma započelo je 1972. godine uglavnom po noći u napuštenim stajama kako bi se na taj način omogućilo produkcijskom timu (koji je uključivao uglavnom Lyncha i neke njegove prijatelje kao što su Sissy Spacek, Jack Fisk, kamerman Frederick Elmes i montažer zvuka Alan Splet) da postave sobu za kameru, sobu za montažu, sobu za hranu i kupaonicu.:59.–60. Projekt je financirao Američki filmski institut koji je Lynchu dao deset tisuća dolara, ali za koje se ispostavilo da neće biti dovoljni da se film završi. Međutim, zbog pritiska drugih studija nakon uspjeha relativno jeftinog filma Goli u sedlu, institut nije mogao dati više novaca Lynchu i njegovoj ekipi. Zbog toga je Lynch posudio novac od svog oca, a također je uzeo svu ušteđevinu koju je imao kad je radio kao dostavljač novina.:60., 76. Nedugo nakon što je produkcija filma Eraserhead započela, Lynch i njegova supruga su se rastali (bez većih poteškoća) pa je redatelj praktički počeo živjeti na setu. 1977. godine Lynch će se ponovno oženiti, ovaj put s Mary Fisk.:60, 80, 110.
Snimljen u crno-bijeloj tehnologiji, Eraserhead je priča o povučenom mladiću imena Henry (Jack Nance) koji živi u nimalo maštovitoj industrijskoj pustoši, a čija djevojka rađa deformiranu bebu koju mu ostavlja na brigu. Beba konstantno plače što dovodi do njezine slučajne smrti nakon čega se cijeli svijet počinje raspadati. Lynch je oduvijek odbijao potvrditi ili negirati bilo kakvu interpretaciju filma ili "priznati vlastito razmišljanje u vezi mnogih apstrakcija u filmu".:54 Ipak, priznao je da je veliki utjecaj na film imao njegov život u Philadelphiji te je o filmu izjavio da je to u biti njegova "Philadelphijska priča".:56.
Upravo je zbog financijskih problema s produkcijom snimanje filma Eraserhead bilo hektično s konstantnim prekidanjem i ponovnim startanjem. Upravo za vrijeme jedne takve pauze u snimanju 1974. godine Lynch je kreirao kratki film naziva The Amputee čija se radnja vrtila oko žene kojoj su amputirane dvije noge (glumi ju supruga Jacka Nancea – Catherine Coulson), a koja na glas čita pismo dok joj doktor pere njezine drvene noge (doktora glumi sam Lynch).:66:17.
Film Eraserhead napokon je završen 1976. godine nakon pet godina produkcije. Lynch je naknadno želio film prijaviti na filmski festival u Cannesu, ali unatoč činjenici što se film nekim kritičarima sviđao, drugi su ga smatrali odvratnim pa nije izabran za projekciju. Zbog sličnog razloga film su odbili i kritičari s festivala u New Yorku, ali je film dobio projekciju na filmskom festivalu u Los Angelesu nakon što je Ben Barenholtz, distributer kina Elgin, čuo za njega.:82.–83. Ben je izrazito podržavao film, pomažući u njegovoj kino distribuciji u SAD-u tijekom 1977. godine pa je Eraserhead na kraju postao popularan među ponoćnom underground publikom:54 te kasnije opisan kao jedan od najvažnijih takvih filmova 70-tih godina prošlog stoljeća uz filmove El Topo, Pink Flamingos, Rocky Horror Picture Show, The Harder They Come i Noć živih mrtvaca. Priznati redatelj Stanley Kubrick izjavio je da mu je Eraserhead jedan od najdražih filmova svih vremena.:77

### Čovjek-sloni početak uspjeha (1980. – 1982.)
Nakon kultnog uspjeha filma Eraserhead među underground publikom, Stuart Confeld – izvršni producent Mela Brooksa – pogledao je film i kasnije izjavio: "Bio sam totalno oboren s nogu... Mislio sam da se radi o najboljoj stvari koju sam ikad vidio. Bilo je to zbilja iskustvo koje me je pročistilo.":str. 88. Kontaktirao je Lyncha i pristao mu pomoći oko njegovog sljedećeg projekta – filma zvanog Ronnie Rocket za koji je Lynch već napisao scenarij. Ipak, Lynch je ubrzo shvatio da Ronnie Rocket – film čiju je radnju opisao kao "elektricitet s trometarskim tipom crvene kose" – neće biti prihvaćen od niti jednog financijera pa je zamolio Cornfelda da mu pronađe scenarij kojeg je napisao netko drugi, a koji bi Lynch mogao režirati. Cornfeld se dao u potragu i našao mu četiri scenarija, ali nakon što je samo čuo naslov – Čovjek-slon – Lynch je već bio siguran da je to prava stvar za njega.:90–92.
Scenarij za film Čovjek-slon kojeg su napisali Chris de Vore i Eric Bergren temeljen je na istinitoj priči o Josephu Merricku, deformiranom čovjeku koji živi u viktorijanskom Londonu, a za kojeg se počinje brinuti kirurg Frederick Treves. Lynch je želio snimiti film, ali prije toga je morao napraviti par izmjena u priči kako bi se odmaknuo od istinitih događaja, ali koje je smatrao zanimljivijim zapletom.:str. 95. Za to mu je trebalo službeno odobrenje Mela Brooksa čija je kompanija BrookFilms bila odgovorna za produkciju; Brooks je naknadno pogledao film Eraserhead i nakon izlaska s projekcije zagrlio Lyncha i izjavio: "Ti si luđak, volim te! Primljen si!":str. 92–93.
U filmu Čovjek-slon glavne uloge tumače John Hurt (kao John Merrick) i Anthony Hopkins kao Frederick Treves. Snimanje filma odvijalo se u Londonu i premda mu je Lynch dao svoj vlastiti nadrealni ton (uključujući i crno-bijelu tehnologiju) svejedno ga se smatra "njegovim najkonvencionalnijim filmom".:29.–30. Čovjek-slon bio je veliki kritički i komercijalni uspjeh koji je na kraju dobio čak 8 nominacija za prestižnu filmsku nagradu Oscar, uključujući i one u kategorijama najboljeg redatelja i adaptiranog scenarija(osobno za Lyncha).:str. 104.

### Dina – pješčani planetiPlavi baršun(1983. – 1986.)
Nakon uspjeha filma Čovjek-slon redatelj George Lucas koji je i sam bio obožavatelj Eraserheada ponudio je Lynchu mogućnost da režira posljednji dio iz originalne trilogije Ratova zvijezda – Povratak Jedija. Međutim, Lynch je odbio argumentiravši svoju odluku mišlju da bi Lucas sam trebao režirati film kako bi on reflektirao njegovu viziju, a ne Lynchovu.:str. 113. Nedugo potom otvorila se druga mogućnost za režiju velikog skupog znanstveno-fantastičnog epa nakon što mu je Dino de Laurentiis iz De Laurentiis Entertainment Group ponudio filmsku adaptaciju SF romana autora Franka Herberta Dina.:str. 113 Lynch je pristao, a zbog toga se obvezao na produkciju još dva filma za kompaniju. Uslijedio je rad na scenariju temeljen na romanu. U početku je Lynch radio s Chrisom de Voreom i Ericom Bergrenom, ali nakon što se De Laurentiisu prvotne verzije nisu svidjele, Lynch je odlučio sam završiti scenarij.:str. 115. Lynch je također pomogao graditi neke filmske setove kako bi na taj način kreirao "određeni izgled" za film, a pogotovo mu se svidio rad na planetu nafte Giedi Primeu za koji je "upotrijebio čelik, vijke i porculan kako bi ga konstruirao".:str. 118.
Radnja filma Dina – pješčani planet smještena je u dalekoj budućnosti u kojoj ljudi žive u međuzvjezdanom feudalnom carstvu. Glavni lik, Paul Atreides (glumi ga Kyle MacLachlan) je sin plemenite obitelji koji preuzima kontrolu nad pješčanim planetom Arrakisom koji uzgaja rijetku mješavinu začina, a koju se smatra najvrjednijom robom u carstvu. Međutim, Lynch nije bio zadovoljan filmom kasnije izjavivši: "Dina je bio studijski film. Nisam mogao napraviti završnu verziju. I, malo po malo, pristajao sam na razne kompromise vlastite vizije".:str. 120. Producirao je veliki dio filma koji je ostao na montažnom stolu pa se završna verzija filma dramatično razlikuje od Lynchove originalno zamišljene.:str. 116–117. Iako je De Laurentiis mislio da će film u najmanju ruku biti uspješan kao Ratovi zvijezda, Lynchov film bio je kritički i komercijalni promašaj; koštao je 45 milijuna dolara, a na domaćem tržištu utržio je tek 27.4 milijuna. Kasnije je studio Universal Pictures distribuirao "produljenu verziju" filma za televiziju koja je sadržavala skoro sat vremena više materijala i novu naraciju. Iako to nije bilo u skladu s Lynchovim namjerama, studio je drugu verziju filma smatrao puno razumljivijom nego originalni dvosatni film. Lynch je protestirao zbog te druge verzije i izborio se da ne bude potpisan kao redatelj produžene verzije filma pa su na njoj potpisani "Alan Smithee" kao redatelj i "Judas Booth" kao scenarist (pseudonimi koje je Lynch sam izmislio, a koji asociraju na njegove osjećaje izdaje od strane studija).
U međuvremenu je još 1983. godine Lynch započeo pisanje i crtanje stripa The Angriest Dog in the World koji je sadržavao nepromijenjene grafike psa koji je bio toliko ljut da se nije mogao micati te kriptične filozofske reference. Strip se objavljivao od 1983. do 1992. godine u Village Voiceu, Creative Loafingu i ostalim tabloidima i sličnim publikacijama.:str. 109. U ovom se razdoblju Lynch također zainteresirao za fotografiju kao oblik umjetnosti pa je putovao u sjevernu Englesku kako bi fotografirao raspadajući industrijski pejzaž koji mu je naročito bio zanimljiv.:str. 109–111.
Nakon filma Dina – pješčani planet Lynch se nalazio u ugovornoj obvezi za snimanjem još dva projekta za De Laurentiisa: prvi je bio planirani nastavak, ali zbog neuspjeha filma nikad nije otišao dalje od kostura scenarija.:str. 115 Drugi projekt je bio puno osobnije djelo, temeljeno na scenariju na kojem je Lynch već neko vrijeme radio. Razvijajući ideje koje je imao još od 1973. godine, rezultat je bio Plavi baršun, čija je radnja smještena u izmišljenom gradiću Lumberton, a koja se vrti oko studenta Jeffreyja Beaumonta (Kyle MacLachlan) koji pronađe odsječeno ljudsko uho u polju. Naknadna istraga uz pomoć prijateljice Sandy (Laura Dern) odvede ga u kriminalno podzemlje kojeg predvodi psihopat Frank Booth (Dennis Hopper) koji je oteo muža i dijete pjevačice Dorothy Vallens (Isabella Rossellini) koju konstantno siluje. Sam Lynch opisao je priču kao "san čudnih požuda zamotanih u misterioznu priču".:str. 138.
Lynch je u film odlučio staviti pop pjesme 50-tih godina prošlog stoljeća, uključujući "In Dreams" autora Roya Orbisona i "Blue Velvet" Bobbyja Vintona od kojih je potonja imala snažnu inspiraciju na film, a za koju je Lynch izjavio: "Bila je to pjesma koja je bacila svjetlo na film... Postojalo je nešto tajanstveno u njoj. Nagnala me na razmišljanje. I prva stvar o kojoj sam razmišljao bili su travnjaci – travnjaci u susjedstvu.":str. 134. Ostalu glazbu koja se pojavljuje u filmu komponirao je Angelo Badalamenti koji će kasnije producirati glazbu za veliku većinu Lynchovih filmova.:str. 130–132. Film se svidio Dini de Laurentiisu, a također je hvaljen na specijalno organiziranim internim projekcijama. Međutim, rane projekcije za širu publiku nisu dobro prošle, jer se većini publike film nije svidio.:str. 148–149. Iako je Lynch već bio uspješan zbog rada na filmu Čovjek-slon, kontroverze Plavog baršuna su bile ono što je Lyncha izbacilo u orbitu kod publike i kritike; film je postigao veliki kritičarski uspjeh i skromni komercijalni. Lynch je za rad na filmu zaradio drugu nominaciju za prestižnu filmsku nagradu Oscar u kategoriji najboljeg redatelja. Redatelj Woody Allen, čiji je film Hannah i njezine sestre bio iste godine nominiran u kategoriji najboljeg filma na Oscarima, izjavio je da mu je Plavi baršun najdraži film 1986. godine.

## Filmografija

### Dugometražni filmovi
- Eraserhead (1977.)
- Čovjek-slon (The Elephant Man – 1980.)
- Dina: pješčani planet (Dune – 1984.)
- Plavi baršun (Blue Velvet – 1986.)
- Divlji u srcu (Wild at Heart – 1990.)
- Twin Peaks: Vatro hodaj sa mnom (Twin Peaks: Fire Walk with Me – 1992.)
- Izgubljena autocesta (Lost Highway – 1997.)
- Prava priča (The Straight Story – 1999.)
- Mulholland Drive (Mulholland Dr. – 2001.)
- Unutarnje carstvo (Inland Empire – 2006.)

### Televizijske serije
- Twin Peaks (1990. – 1991., 2017.)
- On the Air (1992.)
- Hotel Room (1993.)

## Nagrade i nominacije
Oscar:
- 1980.: Najbolji redatelj i Najbolji adaptirani scenarij (Čovjek-slon, nominiran)
- 1986.: Najbolji redatelj (Plavi baršun, nominiran)
- 2001.: Najbolji redatelj (Mulholland Drive, nominiran)

BAFTA:
- 1980.: Najbolji redatelj (Čovjek-slon, nominiran)
- 1980.: Najbolji scenarij (Čovjek-slon, nominiran)

Filmski festival u Cannesu:
- 1990.: Zlatna palma (Divlji u srcu, pobjeda)
- 1992.: Zlatna palma (Twin Peaks: Vatro, hodaj sa mnom, nominiran)
- 1999.: Zlatna palma (Prava priča, nominiran)
- 2001.: Najbolji redatelj (Mulholland Drive, pobjeda – podijelio nagradu s redateljem Joelom Coenom za film Čovjek kojeg nije bilo)
- 2001.: Zlatna palma (Mulholland Drive, nominiran)

Nagrada Ceha američkih redatelja:
- 1980.: za zapažena redateljska postignuća na filmu (Čovjek-slon, nominiran)

Nagrada Emmy:
- 1990.: Najbolja glazbena naslovna tema (Twin Peaks, nominiran)
- 1990.: Najbolja glazba i tekst (Twin Peaks za pjesmu "Into the Night", nominiran)
- 1990.: Najbolji redatelj za dramsku seriju (Twin Peaks za pilot epizodu, nominiran)
- 1990.: Najbolji scenarij za dramsku seriju (Twin Peaks za pilot epizodu, nominiran)
- 1990.: Najbolja dramska serija (Twin Peaks, nominiran)

Zlatni globus:
- 1980.: Najbolji redatelj (Čovjek-slon, nominiran)
- 1986.: Najbolji scenarij (Plavi baršun, nominiran)
- 2001.: Najbolji redatelj (Mulholland Drive, nominiran)
- 2001.: Najbolji scenarij (Mulholland Drive, nominiran)

Independent Spirit Awards:
- 1986.: Najbolji redatelj (Plavi baršun, nominiran)
- 1986.: Najbolji scenarij (Plavi baršun, nominiran)
- 1999.: Najbolji redatelj (Prava priča, nominiran)
- 2007.: Nagrada za posebna dostignuća (s Laurom Dern, pobjeda)

Nagrada Saturn:
- 1992.: Najbolji scenarij (Twin Peaks: Fire Walk with Me, nominiran)
- 1992.: Nagrada za životno djelo (pobjeda)
- 2001.: Najbolji redatelj (Mulholland Drive, nominiran)

Venecijanski filmski festival:
- 2006.: Future Film Festival Digital Award (Unutarnje carstvo pobjeda)
- 2006.: Zlatni lav za životno djelo (pobjeda)

Nagrada Ceha američkih scenarista:
- 1980.: Najbolja drama adaptirana s drugog medija (Čovjek-slon, nominiran)
- 1986.: Najbolji originalni scenarij (Plavi baršun, nominiran)

## Vanjske poveznice
- Službena stranica
- David Lynch na IMDbu
- David Lynch na Moviefoneu
- David Lynch na Rotten Tomatoesu
- Bibliography of books and articles about Lynch na UC Berkeley Media Resources Center
- David Lynch Foundation : Education : Transcendental Meditation